# Zemský okres Neustadt an der Aisch-Bad Windsheim
Zemský okres Neustadt an der Aisch-Bad Windsheim (německy Landkreis Neustadt an der Aisch-Bad Windsheim) je zemský okres v německé spolkové zemi Bavorsko, ve vládním obvodu Střední Franky. Sídlem správy zemského okresu je město Neustadt an der Aisch. Má přibližně 86 tisíc obyvatel. 

## Města a obce
Města:
1. Bad Windsheim
2. Burgbernheim
3. Neustadt an der Aisch
4. Scheinfeld
5. Uffenheim

Obce:
1. Baudenbach
2. Burghaslach
3. Dachsbach
4. Diespeck
5. Dietersheim
6. Emskirchen
7. Ergersheim
8. Gallmersgarten
9. Gerhardshofen
10. Gollhofen
11. Gutenstetten
12. Hagenbüchach
13. Hemmersheim
14. Illesheim
15. Ippesheim
16. Ipsheim
17. Langenfeld
18. Marktbergel
19. Markt Bibart
20. Markt Erlbach
21. Markt Nordheim
22. Markt Taschendorf
23. Münchsteinach
24. Neuhof an der Zenn
25. Oberickelsheim
26. Obernzenn
27. Oberscheinfeld
28. Simmershofen
29. Sugenheim
30. Trautskirchen
31. Uehlfeld
32. Weigenheim
33. Wilhelmsdorf